# Ankopplung (Raumfahrt)
Als Ankopplung wird in der Raumfahrt die Verbindung zweier Raumschiffe oder Module während eines Weltraum-Rendezvous bezeichnet, die sich dazu auf einer fast identischen Bahn befinden müssen. Eine spätere Lösung der Verbindung heißt Abkopplung.
Das selbstständige Ankoppeln eines frei fliegenden Raumschiffs wird auch als Andocken (englisch docking) bezeichnet.
Hingegen wird das Ankoppeln mit Hilfe eines Roboterarms als Anlegen (englisch berthing) bezeichnet.

## Allgemeines
Der Zweck der Ankopplung kann ein rein technischer sein (gemeinsame Stromversorgung, Datenaustausch usw.) oder (in der bemannten Raumfahrt), um der Besatzung den Überstieg in ein anderes Modul oder in eine Raumstation zu ermöglichen. Die bisher benutzten Module, zum Beispiel die Module der Raumstation Mir dienten unter anderem zur Himmels- und Erdbeobachtung und für biologische, technische oder physikalische Experimente.
Für den Überstieg einer Mannschaft muss der Verbindungskanal völlig luftdicht sein und eine lichte Weite von mindestens 70 cm aufweisen, bekleidet mit einem Raumanzug etwa 100 cm. Nach dem Raketenstart zum Besatzungswechsel auf der Internationalen Raumstation erfolgt die Ankopplung innerhalb von zwei Tagen, nach dem neuen Regime schon nach 6 Stunden.
Damit zwei Raumfahrzeuge aneinander koppeln können, müssen ihre Umlaufbahnen nahezu identisch sein und ihre gegenseitige Geschwindigkeit ein technisch vorgegebenes Limit unterschreiten, das bei empfindlichen Modulen im Bereich einiger Zentimeter pro Sekunde liegt (und dies bei Bahngeschwindigkeiten zwischen 7 und 8 km/s). Die Annäherung der beiden Bahnen erfolgt in der Regel schrittweise, da die einzelnen hierzu nötigen Bahnmanöver nicht mit letzter Genauigkeit möglich sind; dazwischen sind genaue Bahnbestimmungen erforderlich, die zumeist durch terrestrische Bodenstationen unterstützt werden.
Erst in der letzten Annäherungsphase – sobald Sichtkontakt besteht und die Distanzen unter einigen Kilometern liegen – ist eine direkte Ansteuerung durch die Raumfahrer möglich und sinnvoll. Hilfsmittel dafür sind Radar, Dopplereffekt und visuelle Kreuzpeilung. Die vollautomatische Ankopplung wurde von Russland ab etwa 1970 entwickelt und seit etwa 2000 allgemein üblich. Hierfür typische Docking-Relativgeschwindigkeiten sind beziehungsweise waren:
- Space Shuttle: 2 cm/s
- Sojus / Progress: 25 cm/s
- ATV: 7 cm/s

Die erste Ankopplung der Raumfahrt erfolgte am 16. März 1966 durch Gemini 8, gesteuert durch Neil Armstrong und David Scott. Kopplungspartner war das Gemini Agena Target Vehicle, ein unbemannter Zielsatellit.
Die erste automatische Ankopplung wurde von zwei unbemannten Sojus-Raumschiffen durchgeführt: Kosmos 186 und 188 koppelten am 30. Oktober 1967.
Im Juni 1997 führte ein fehlgeschlagenes Ankoppelungsmanöver eines Progress-Raumschiffs mit der Raumstation Mir zur Kollision mit dem Spektr-Modul der Raumstation, welches dabei schwer beschädigt wurde. Dabei war das Leben der damaligen Mir-Besatzung ernsthaft in Gefahr.
Der russische Ingenieur Wladimir Siromjatnikow gilt als Übervater der russischen Dockingmodule.

## Sowjetische bzw. russische Kopplungssysteme

### Kopplungssystem Kontakt
Für das Mondprogramm wurde ein Kopplungssystem namens Kontakt entwickelt. Es bestand aus einem passiven und einem aktiven Teil. Der aktive Teil am Mondraumschiff Sojus 7K-LOK sollte in eine Platte mit mehreren Löchern am Mondlandemodul LK einhaken. Dieses System kam aber aufgrund der Probleme mit der Mondrakete N1 nie zum Einsatz.

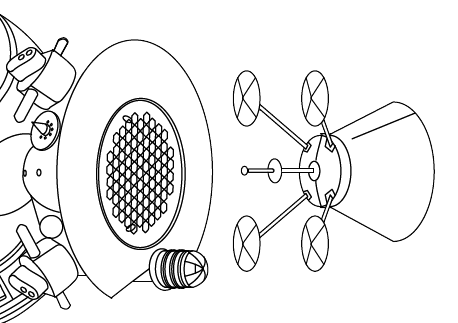
Kontakt-Kopplungssystem

### Kopplungssystem des 7K-OK
Auch dieses System besteht aus einem passiven und einem aktiven Teil. Der passive Teil hat die Form eines Trichters und nimmt den aktiven Teil auf. Dieses System wurde zur Kopplung von Sojus-Raumschiffen untereinander entwickelt. Es koppelte die beteiligten Raumschiffe mechanisch und elektrisch aneinander. Allerdings bestand keine Möglichkeit für die Raumfahrer durch den Kopplungsadapter hindurch die Raumschiffe zu wechseln. Ein Umstieg konnte nur mittels eines Weltraumaustiegs durchgeführt werden. Erstmals kam das System beim Flug der unbemannten Sojus-Raumschiffe Kosmos 186 und 188 zum Einsatz.

Kopplungssystem des 7K-OK: rechts der aktive und links der passive Part

### SSWP
Das Kopplungssystem wurde für die Kopplung der Sojus-Raumschiffe mit den Saljut-Stationen entwickelt und besteht aus einem aktiven und passiven Teil.

Kopplungssystem seit 7K-T: rechts der aktive und links der passive Part, bis heute im Einsatz

### APAS
Das Androgynous Peripheral Attach System (APAS) (russisch АСПП, Агрегат Стыковочный Пассивный Периферийный, Gerät zum passiven peripheren Koppeln) wurde 1975 als APAS-75-System für das Apollo-Sojus-Test-Projekt entwickelt. Teilweise wurden in dem Projekt auch die Bezeichnungen Androgynous Peripheral Assembly System (APAS) und Androgynous Peripheral Docking System (APDS) für die Kopplungstechnik verwendet.
Später entstand daraus auf sowjetischer Seite das APAS-89-System für die Kopplung der Raumfähre Buran an die Raumstation Mir. Mittels eines Adapters konnten auch US-amerikanische Space Shuttles an der Mir an dem System andocken. Für die ISS wurde zur Kopplung der Space Shuttles das System als APAS-95 weiterentwickelt.

Systemskizze APAS-75 von Sojus 7K-TM
Das androgyne Kopplungssystem APAS-89 von Buran, für das Space Shuttle zu APAS-95 weiterentwickelt

## US-amerikanische Kopplungssysteme

### Dockingsystem der Apollo
Konzeptionell ähnlich dem System der Sojus bestand das Dockingsystem des Apollo-Raumfahrzeuges aus einem aktiven Teil am Kommandomodul (CM) und einem passiven Teil an der Mondlandefähre (bzw. am MDA im Falle von Skylab). Die Sonde des aktiven Teils wurde, durch eines der beiden Raumschiffe gesteuert, in den Kegel des passiven Teils eingeführt und durch ein Federsystem herangezogen. Am Außendurchmesser rasteten daraufhin zwölf krallenartige Riegel ein und verbanden die Fahrzeuge fest miteinander. Sonde und Kegel mussten anschließend manuell entfernt und gelagert werden. Die Verbindung war einerseits elektrisch durch Entriegelung der Riegel, andererseits pyrotechnisch durch Absprengen der gesamten Dockinghardware (die dann auf der passiven Seite verblieb) trennbar.

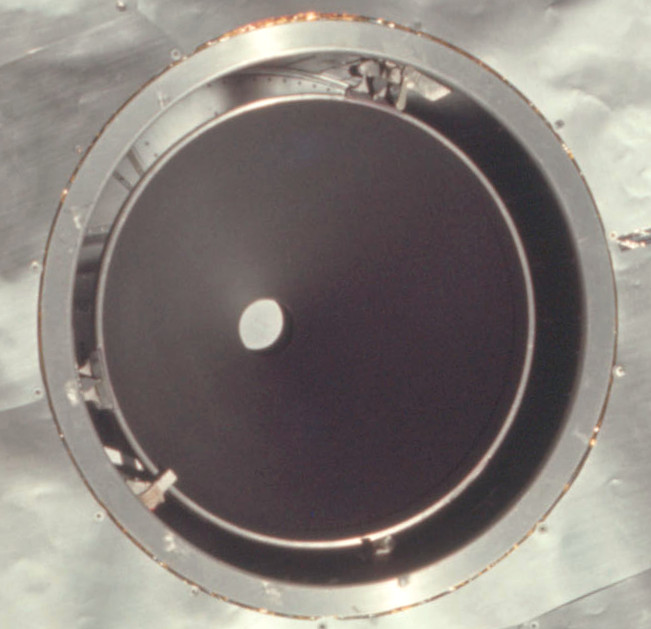
Passiver Teil
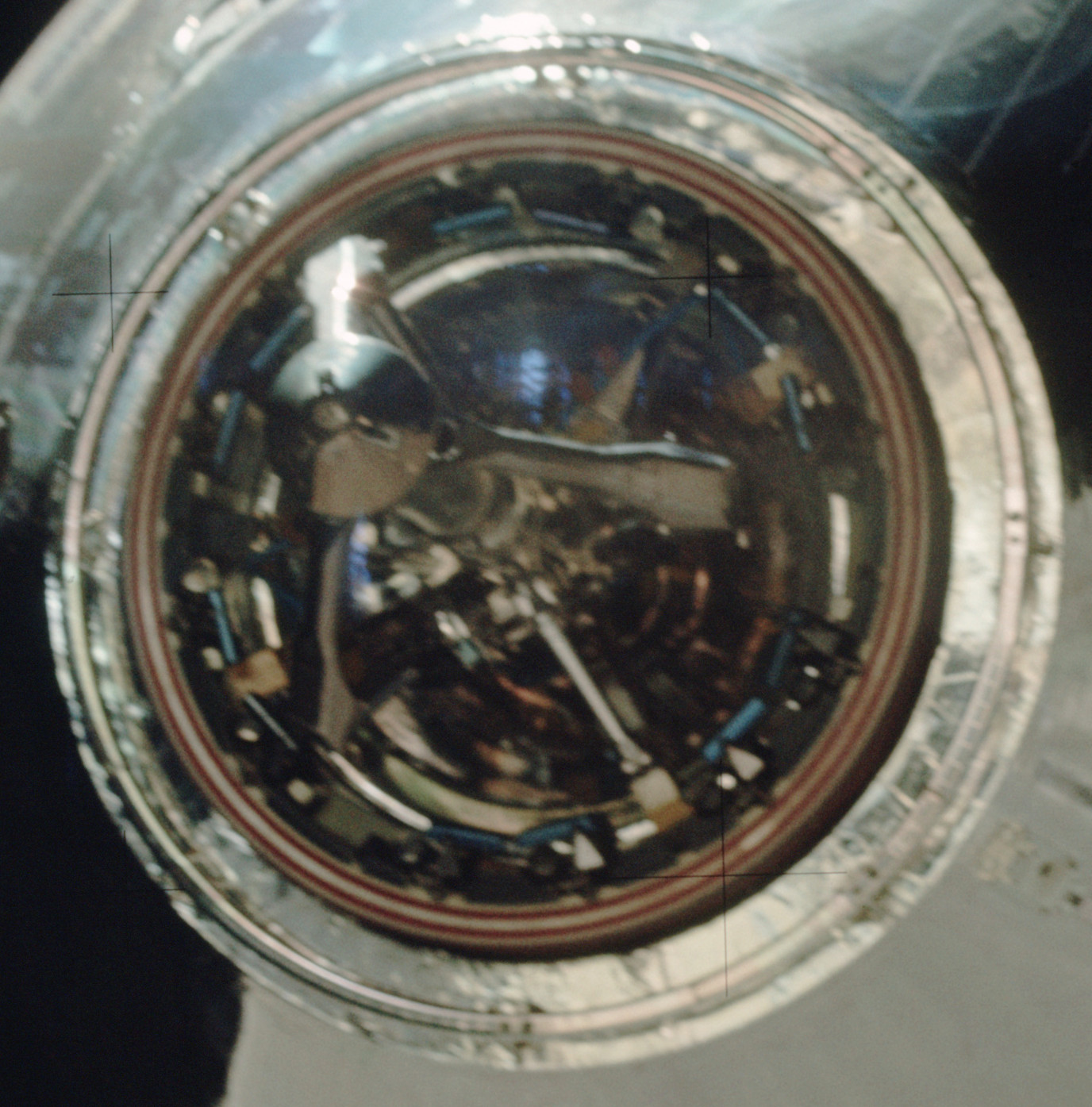
Aktiver Teil von Apollo
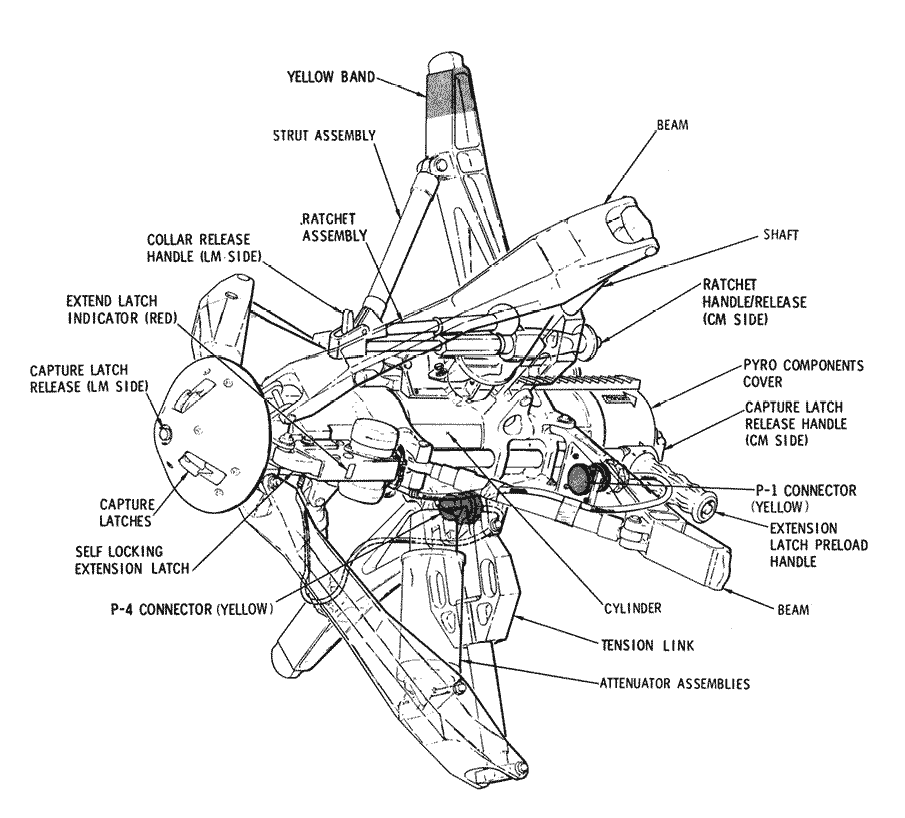
Aktiver Teil von Apollo
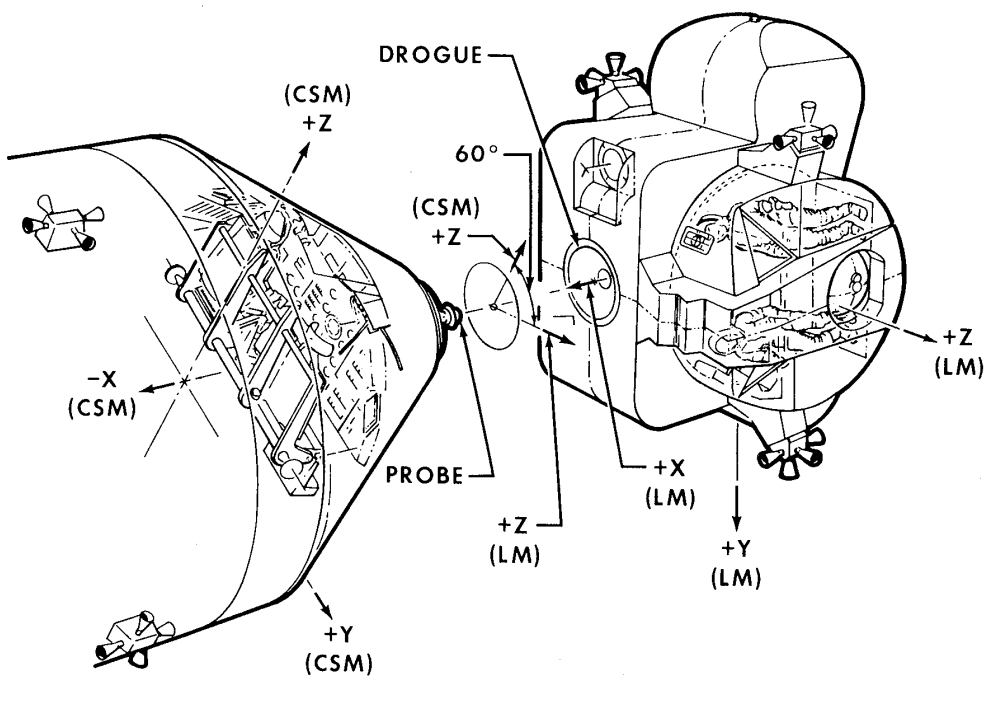
Das Kommando- und Servicemodul (links) kurz vor dem Kontakt mit der Aufstiegsstufe der Apollo-Mondlandefähre (rechts)

## Kopplungsstutzen der Internationalen Raumstation (ISS)
Zur Kopplung der Module der ISS kommen dem Zweck entsprechend verschiedene Kopplungsmechanismen zum Einsatz. Es gibt verschiedene Kopplungssysteme für die unter Druck stehenden Teile, wie auch für nicht unter Druck stehende Module oder Geräteträger. Der russische Teil verwendet die schon in der Sowjetunion entwickelten Systeme, der US-amerikanische Teil entsprechend andere. Zur Kopplung der beiden Hauptteile der ISS wird der Pressurized Mating Adapter-1 mit einem passiven Common Berthing Mechanism auf der US- und einem passiven APAS-95-Stutzen auf der russischen Seite eingesetzt.
Mit dem International Docking System Standard wurde von den Partnern der ISS 2010 ein offener Standard für Kopplungsadapter geschaffen, der die Vielfalt der Systeme in der internationalen Raumfahrt reduzieren, bzw. zueinander kompatible Systeme schaffen soll.

### APAS-95
Das russische „Androgynous Peripheral Attach System“ (APAS-95) ist die Weiterentwicklung des APAS-89-Systems. Es wird für die Verbindung des russischen Teils mit dem US-amerikanischen Teil der ISS am Pressurized Mating Adapter PMA-1 eingesetzt. Außerdem kam es zum Andocken von Zubringerfahrzeugen an den PMAs 2 und 3 zum Einsatz, bevor diese 2016 und 2019 mittels IDA-Adaptern auf den IDSS-Standard umgerüstet wurden.

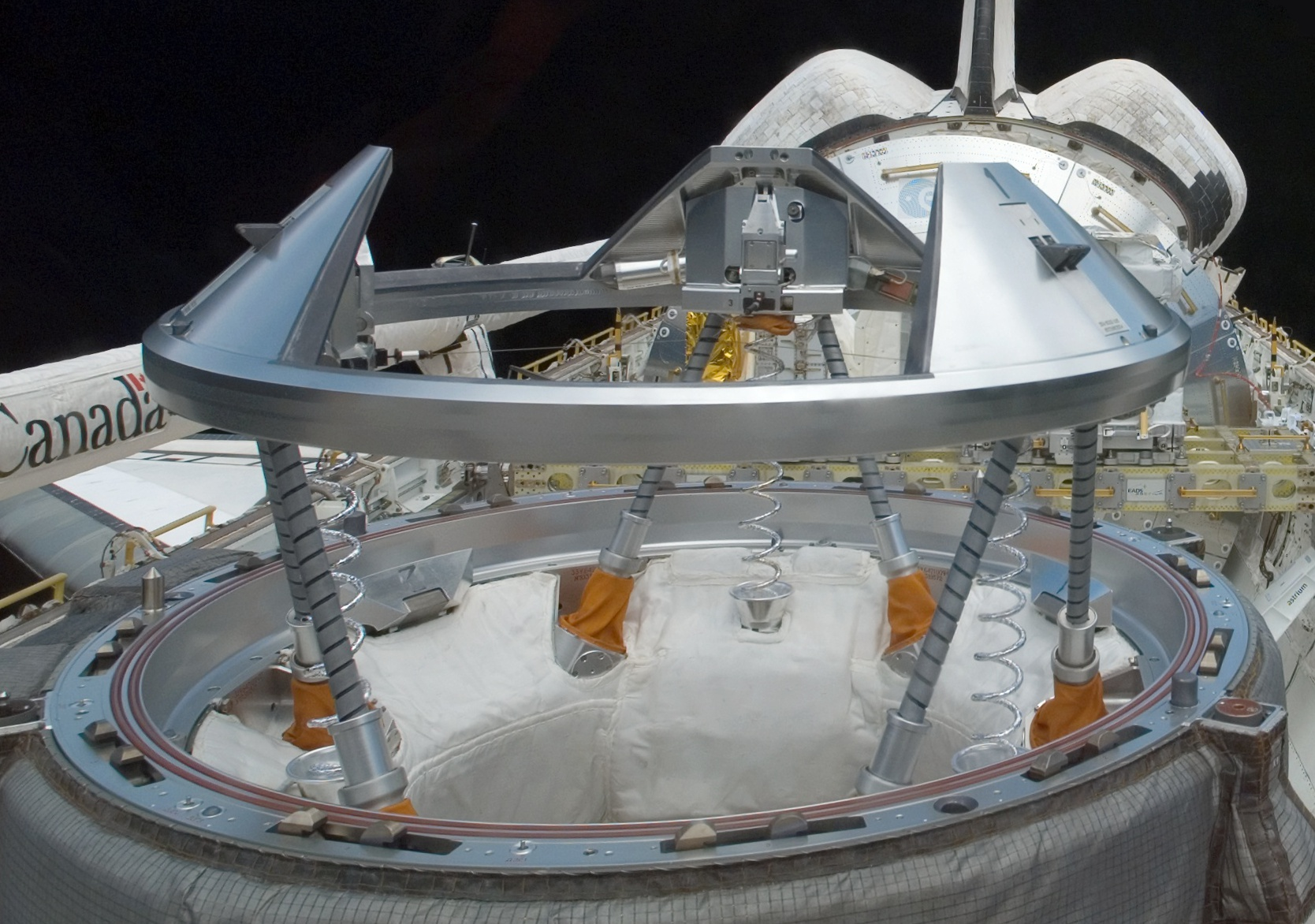
APAS-95 im aktiven Betriebsmodus am Space Shuttle
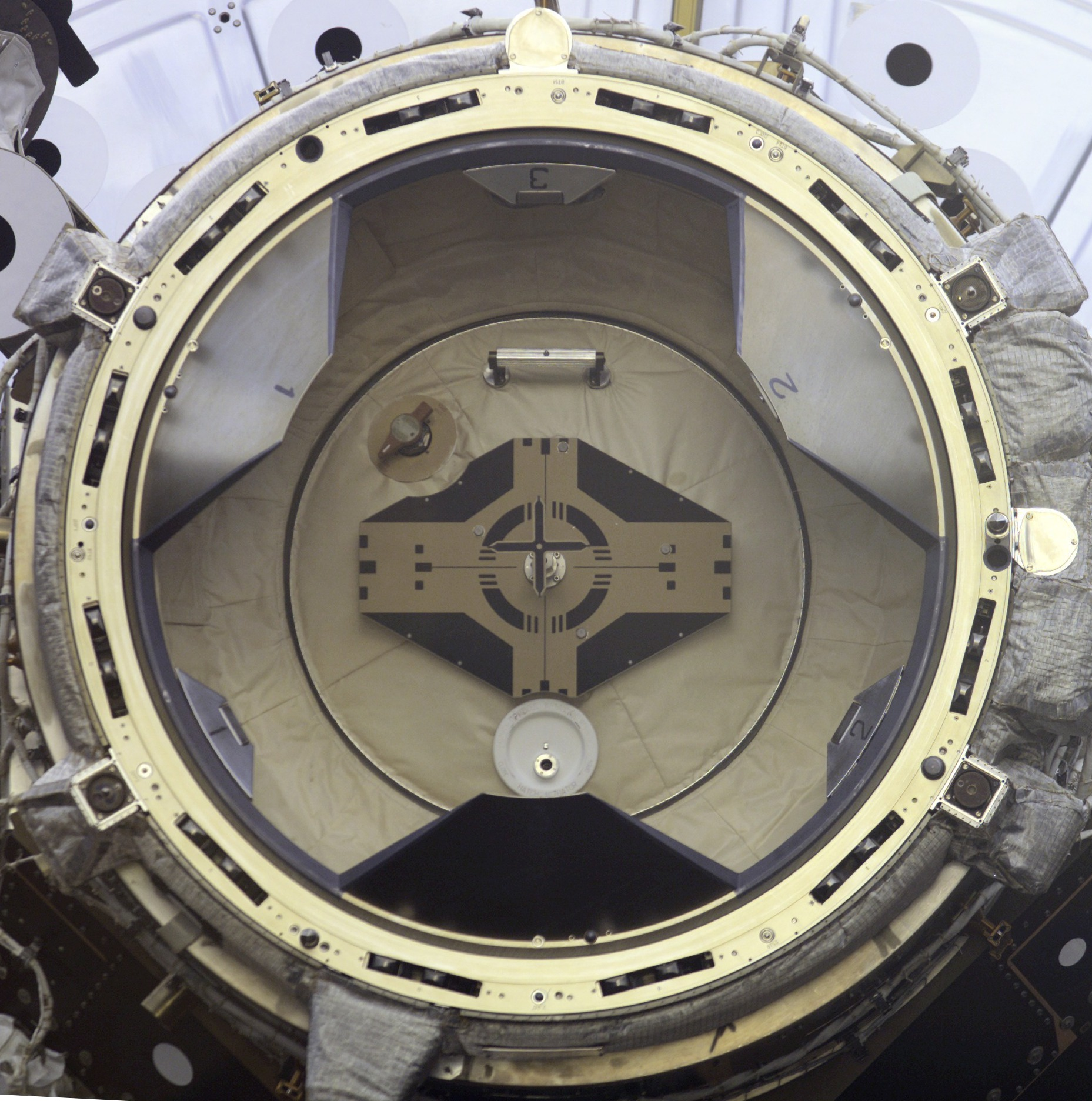
APAS-95 im passiven Betriebsmodus an PMA-2

### SSWP G4000
Dies ist der passive Teil des Sojus-Kopplungssystems und ist an Pirs, Poisk, Rasswet und Swesda zum Koppeln von Sojus, Progress und ATV verbaut.

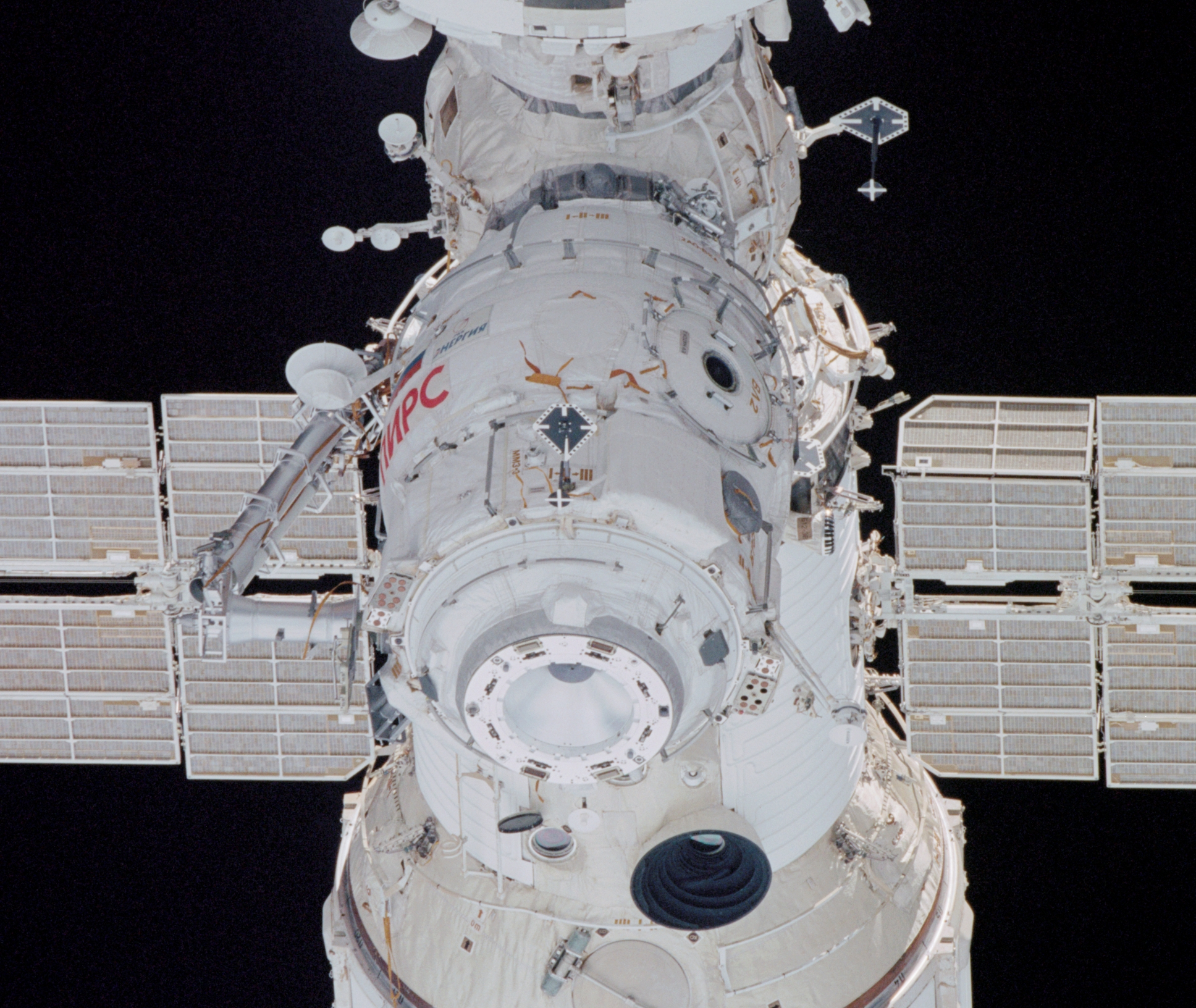
Passiver Kopplungsadapter des Sojustyps an Pirs
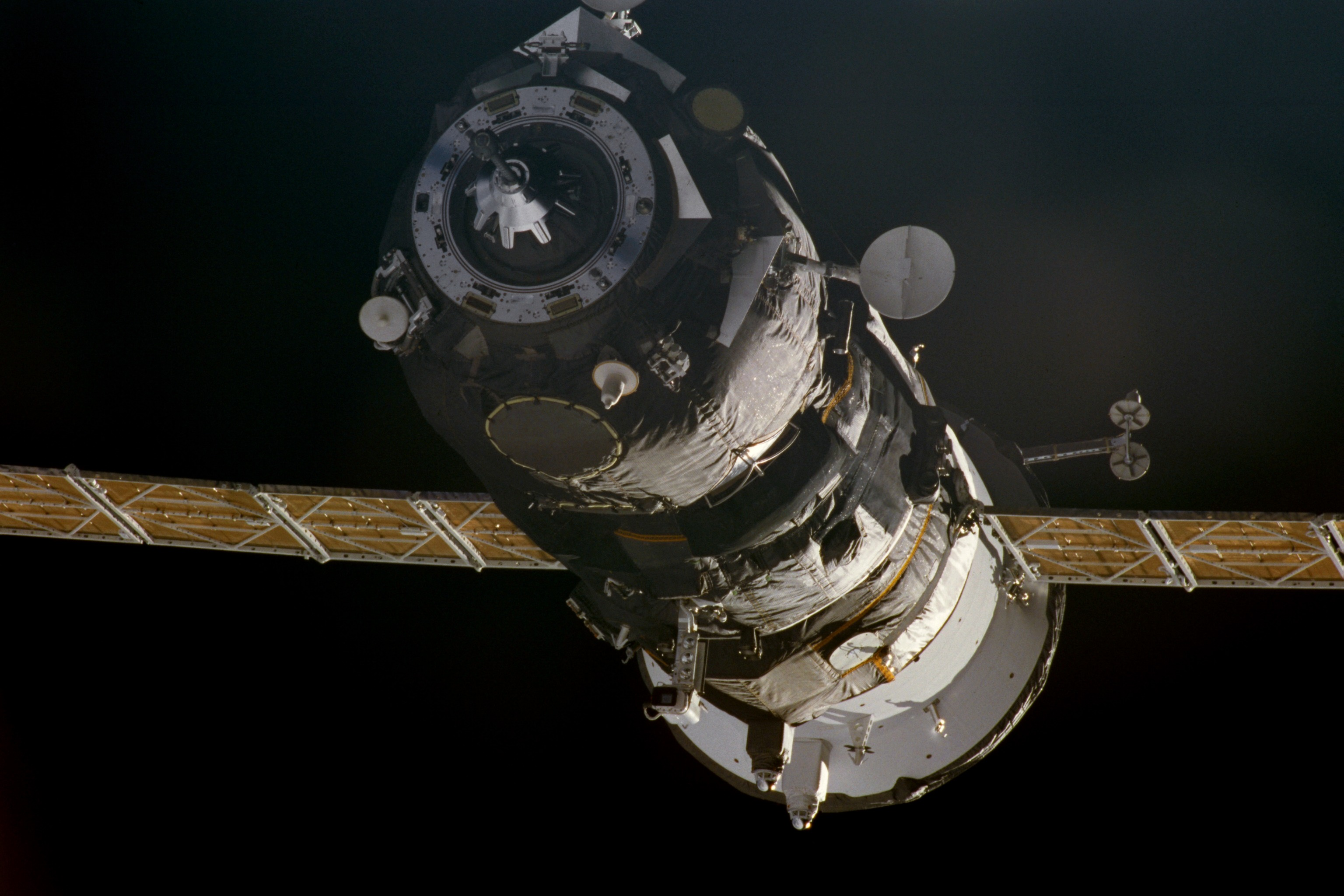
Aktiver Kopplungsadapter an dem russischen Raumfrachter Progress

### SSWP M8000
Das SSWP M8000 ist ein sogenanntes Hybrid-System, das aus SSWP und APAS für die Kopplung der großen russischen Module entwickelt wurde. Dieses nutzt den Außenring des APAS und das "Trichter-Stangen"-Design des SSWP. Damit hat es einen größeren Durchmesser als das SSWP G4000. Zum Einsatz kommt es zur Kopplung der Module Sarja, Swesda, Pirs und Poisk.

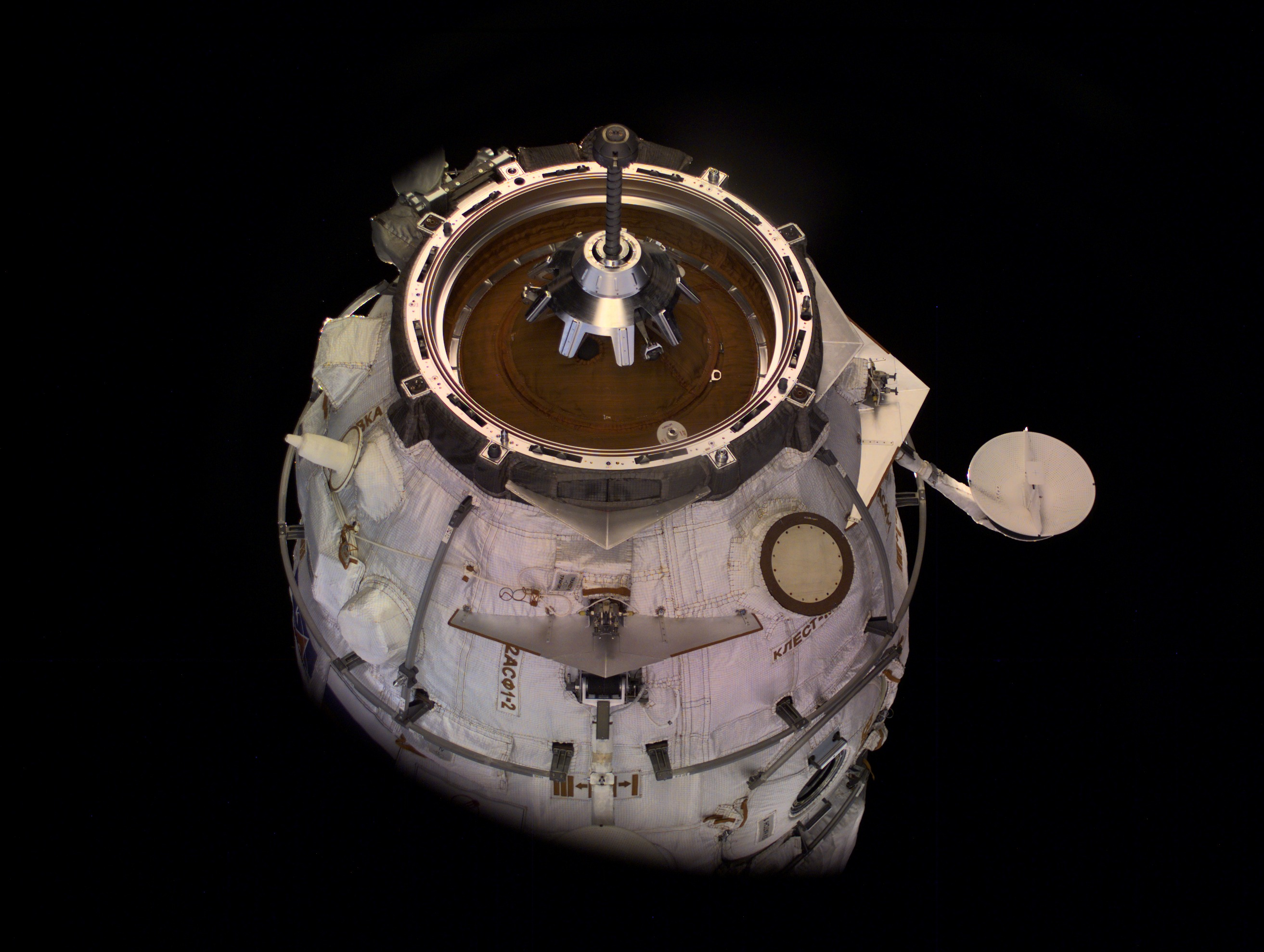
Pirs-Modul kurz vor dem Andocken an die ISS. Man sieht den aktiven Kopplungsstutzen des Hybrid-Systems, mit dem das Modul an der Station koppelt

### CBM
Der US-amerikanische „Common Berthing Mechanism“ (CBM) ist mit 127 cm Durchmesser auch für große Frachtstücke geeignet. Er verbindet die US-amerikanischen Teile der ISS untereinander und wurde zum Andocken mit dem Multi-Purpose Logistics Module verwendet. Jetzt nutzen das japanische HTV-Versorgungsraumschiff, die Dragon und die Cygnus diesen Mechanismus.

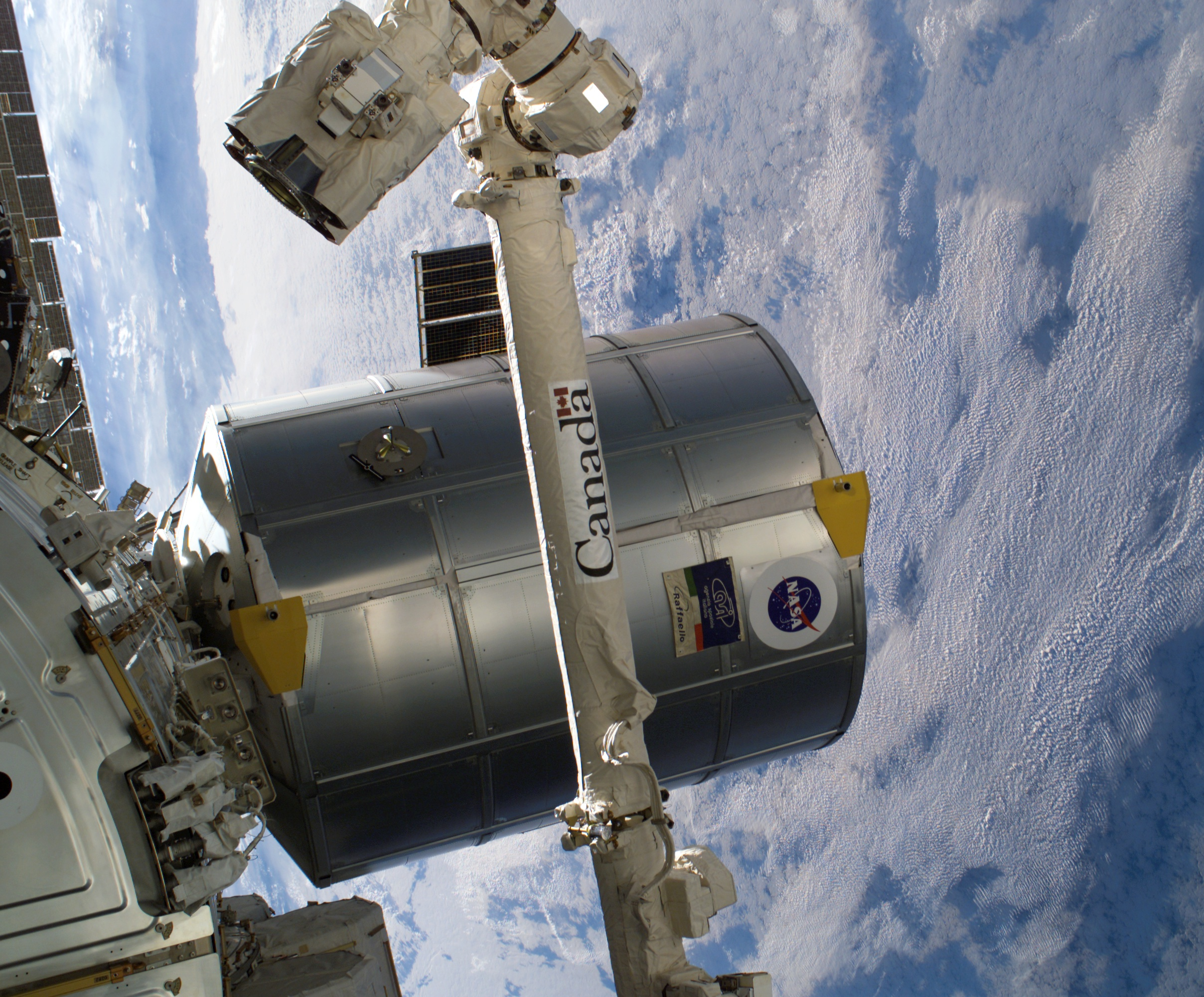
MPLM, Shuttle-Frachtmodul
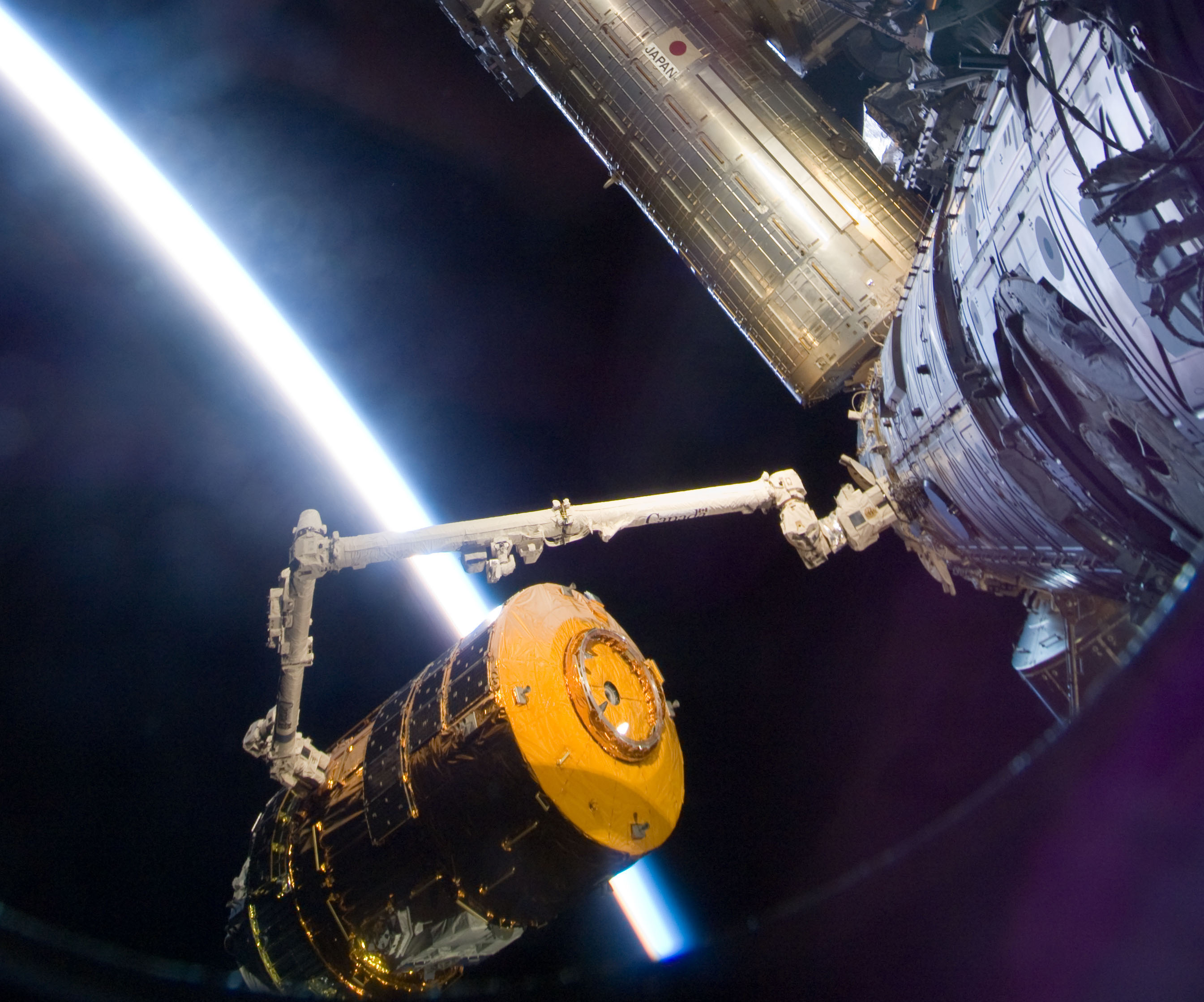
HTV, japanisches Versorgungsmodul
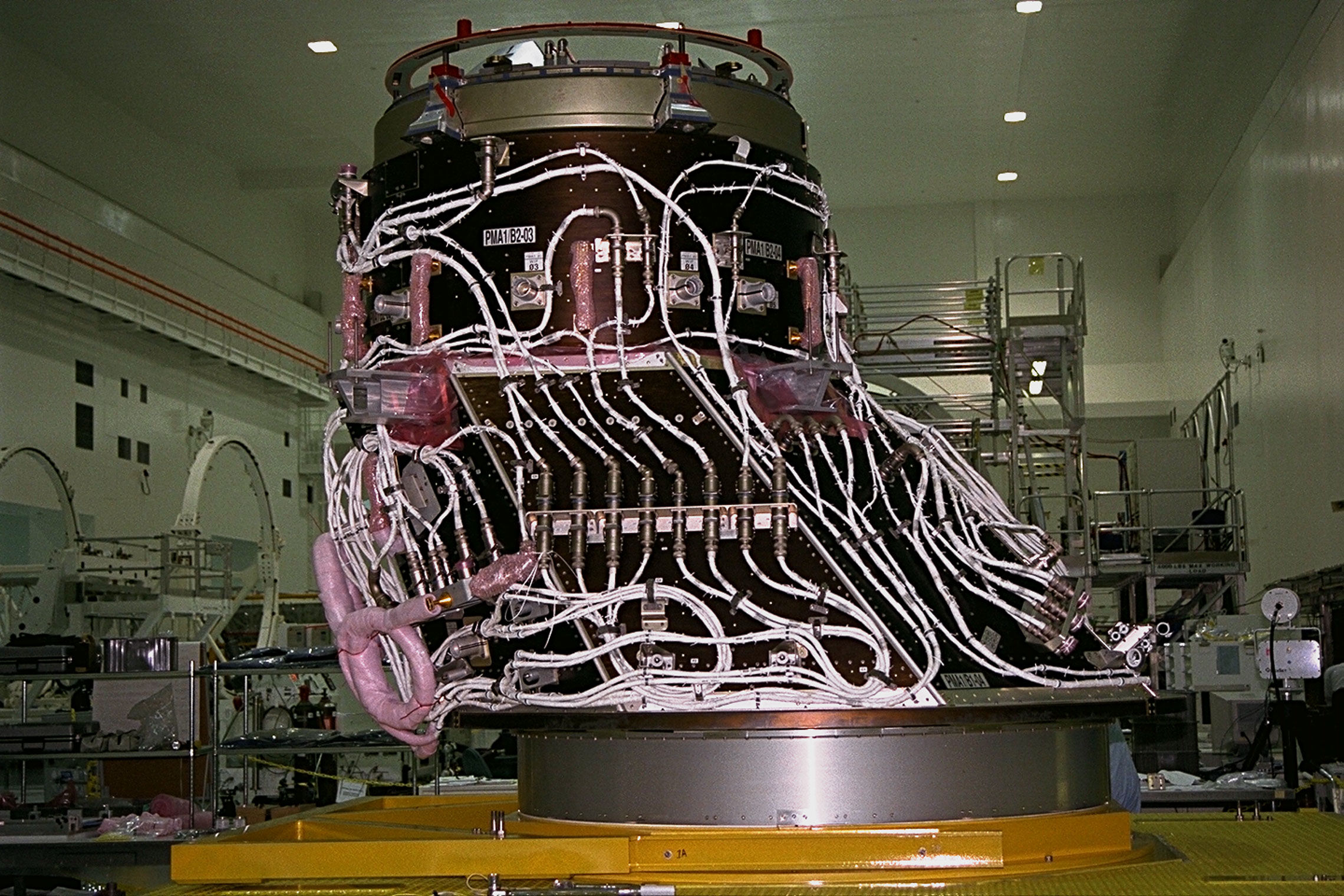
PMA-1, die russisch-amerikanische Verbindungsstelle der ISS

### LIDS
Das US-amerikanische Low Impact Docking System (LIDS) war für die Ankopplung des ursprünglich geplanten und 2002 eingestellten X-38 Crew Return Vehicle vorgesehen. Es sollte die nächste Generation des APAS-Kopplungsadapters darstellen. Ursprünglich sollte dann das Crew Exploration Vehicle, aus dem sich später das Orion-Raumschiff entwickelte, mit diesem Adapter versehen werden, um an der ISS andocken zu können. Da die NASA keine Flüge des Orion-Raumschiffs mehr zur ISS plant, wurde dieses Projekt eingestellt. Die Adapterentwicklung fand ihre Fortsetzung im international Low Impact Docking System (iLIDS) bzw. dem NASA Docking System (NDS), die kompatibel zum IDSS-Standard gestaltet wurden.

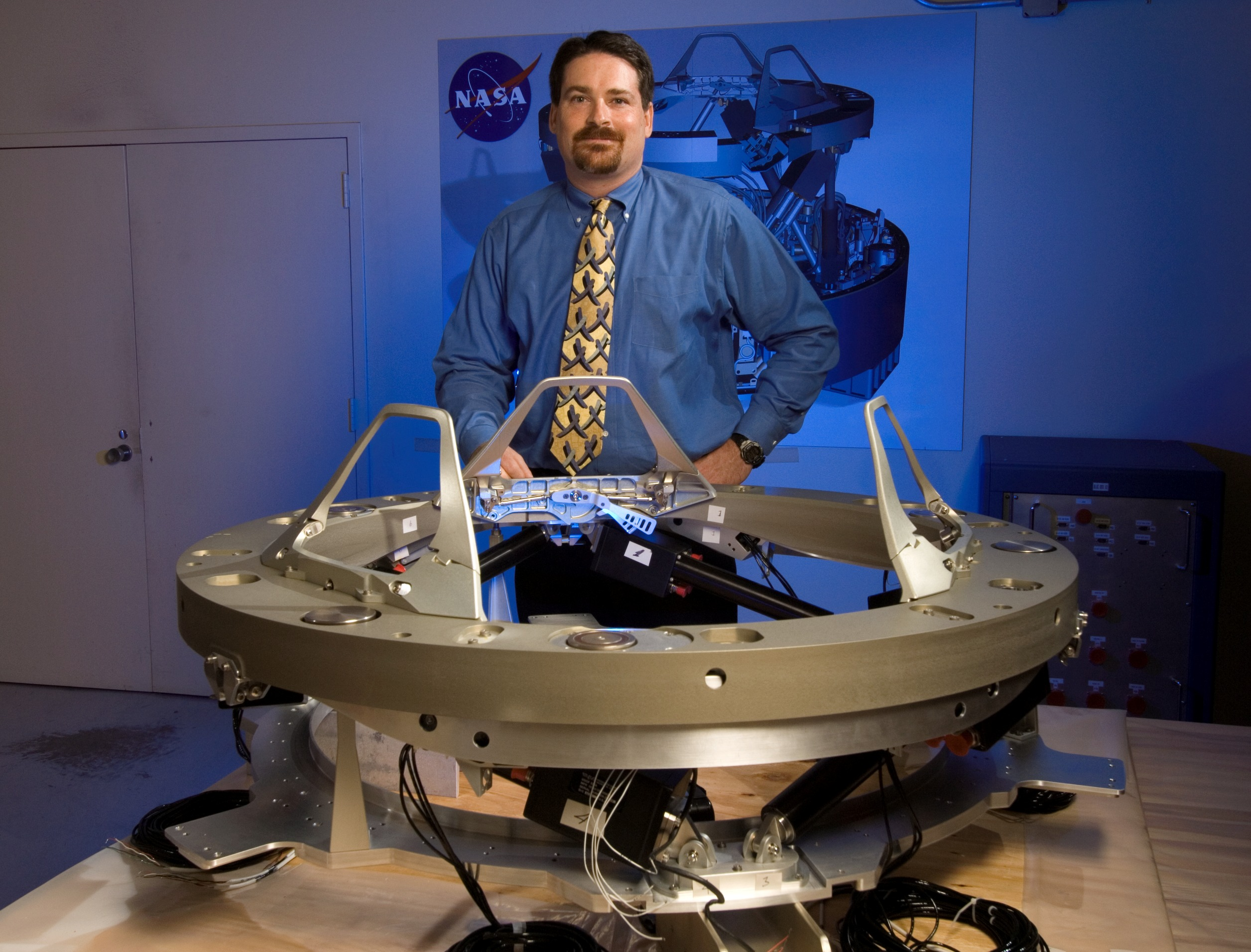
Low-Impact Docking System
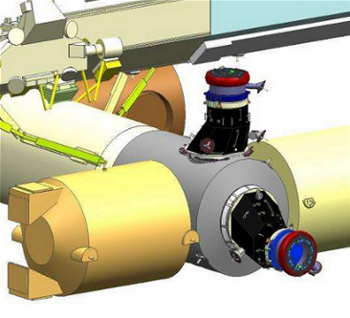
PMA-2 und PMA-3 mit Adapterringen

### IBDM
Der International Berthing and Docking Mechanism (IBDM) wird unter der Regie der ESA entwickelt. Anfang 2016 wurde bekanntgegeben, dass die ESA den ersten Andockadapter für den Dream Chaser beistellen wird. Der IBDM ist kompatibel zum IDSS-Standard.

### NDS
NDS, das NASA Docking System ist die praktische Umsetzung der NASA für den IDSS-Standard. Das NDS wurde erstmals an den IDA-Adaptern ausgeführt. Diese verfügen auf der Raumstationsseite über einen APAS-95-Andockstutzen und wurden auf die beiden freien PMAs gesetzt. IDA1 ging 2015 beim Start verloren. IDA2 wurde 2016 und IDA3 2019 zur ISS gebracht und montiert. 2019 dockte erstmals ein Raumschiff, eine Dragon V2, dort an. Auch die neuen Raumschiffe CST-100 Starliner und Dream Chaser sollen an den NDS-Stutzen anlegen.

### SSAS
Das Segment to Segment Attachment System (SSAS) verbindet Teile der Integrated Truss Structure: S0 mit S1, S1 mit S3, sowie S0 mit P1 und P1 mit P3.

### RTAS
Das Rocketdyne Truss Attachment System (RTAS) verband Z1 mit P6 während des Aufbaus der Station. Nach der Fertigstellung verbindet das RTAS P6 mit P5 und S6 mit S5.

### MRTAS
Das Modified Rocketdyne Truss Attachment System (MRTAS) besteht je aus einem passiven und aktiven Teil und verbindet P5 mit P4 und S5 mit S4.